# Rivière Brock (rivière Chibougamau)
Pour les articles homonymes, voir Brock.
La rivière Brock est un affluent de la rivière Chibougamau, coulant dans la municipalité d'Eeyou Istchee Baie-James, dans la région administrative du Nord-du-Québec, dans la province de Québec, au Canada. Le cours de la rivière traverse successivement (à partir de l’amont) les cantons de Beaulieu, de Chérisy, de la Rochette, de Rageot, de la Touche, de Livillier et d’Opémisca.
Le bassin versant de la rivière Brock est accessible par une route forestière passant coupant la partie nord de la rivière, à 1,7 km au sud du lac Villebois. Cette route vient du Sud où elle se détache de la route 113 laquelle relie Lebel-sur-Quévillon à Chibougamau et passe au sud du lac.

## Géographie

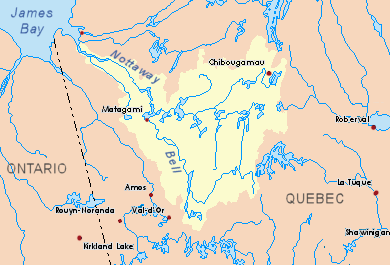
Bassin hydrographique de la rivière Nottaway.

Les principaux bassins versants voisins de la rivière Brock sont :
- côté nord : rivière Saint-Urcisse, rivière Brock Ouest, rivière Brock Nord, lac Mistassini, rivière De Maurès ;
- côté est : rivière Chibougamau, rivière Blaiklock, lac Mistassini, lac Chibougamau, rivière Barlow, rivière Pipounichouane ;
- côté sud : lac Opémisca, rivière Opémisca, rivière Chibougamau, rivière Blaiklock ;
- côté ouest : rivière Chibougamau, rivière Mildred, rivière Omo, rivière Maicasagi.

La rivière Brock prend sa source de la décharge du lac Brock (longueur : 6,7 km ; altitude : 400 m) dans le canton de Beaulieu. Cette source est située à :
- 23,4 km à l'ouest du lac Mistassini ;
- 27,8 km au nord-est de l’embouchure du lac Opataca ;
- 51,0 km au nord-est du lac Assinica ;
- 74,7 km au nord-est de l’embouchure de la rivière Brock (confluence avec la rivière Chibougamau) ;
- 145,7 km au nord-est de l’embouchure de la rivière Chibougamau (confluence avec la Rivière Opawica) ;
- 195,6 km au nord-est de l’embouchure du lac au Goéland ;
- 87,5 km au nord du centre du village de Chapais ;
- 66,6 km au nord-ouest du centre-ville de Chibougamau ;
- 330,8 km à l'est de l’embouchure de la rivière Nottaway.

À partir de sa source, la rivière Brock coule sur environ 105 km selon les segments suivants :
- 5,0 km vers le sud en traversant le lac Daubenton (longueur : 2,0 km ; altitude : 394 m) sur sa pleine longueur, puis le lac Villebois (longueur : 2,4 km ; altitude : 390 m) sur sa pleine longueur ;
- 10,0 km vers le sud jusqu’à l’embouchure d'un lac non identifié (longueur : 7,4 km ; altitude : 388 m) que le courant traverse sur 7,0 km ;
- 7,6 km vers le sud, puis le sud-est jusqu’à l’embouchure d'un lac non identifié (longueur : 4,0 km ; altitude : 375 m) que le courant traverse vers le sud-est sur 2,0 km ;
- 7,1 km vers le sud en recueillant le ruisseau Chinsu Saakahiikanu (venant du nord-est), le ruisseau Maaskitkuu (venant de l’est), traversant les Rapides Kaaweinaupetchuu et passant du côté ouest de la Colline Kaamischekokaamasuu, jusqu’à la limite sud de le Réserve faunique Assinica ;
- 8,0 km vers le sud jusqu’aux Rapides Kaamitchipeich où il recueille les eaux de la décharge (venant du sud-est) du Lac Claude, puis le sud-ouest jusqu’à la confluence de la rivière Blaiklock (venant du sud) ;
- 2,3 km vers l'ouest jusqu’à la confluence du ruisseau Kaakitchatsekaasich (venant du nord-est) ;
- 34,4 km relativement en ligne droite vers l'ouest jusqu’à la confluence de la rivière Brock Nord (venant du nord-est) ;
- 5,6 km vers l'ouest en passant au nord d’une montagne dont le sommet atteint 452 m, jusqu’à la confluence de la rivière Brock Ouest (venant du nord-ouest) ;
- 5,8 km vers le sud en passant du côté ouest de la même montagne, jusqu’au ruisseau Noir (venant du sud-ouest) lequel draine le Lac à l’Eau Noire ;
- 13,4 km vers le sud-ouest jusqu’au ruisseau Crinkle (venant du nord-est) ;
- 5,4 km vers le sud-ouest, jusqu’à son embouchure[2].

La rivière Brock se déverse sur la rive nord de la rivière Chibougamau, à 6,9 km en aval de l’embouchure du lac Michwacho dans le canton d’Ospémisca. À partir de cette embouchure, le courant coule vers le sud-ouest par la rivière Chibougamau, jusqu’à la rive est du lac au Goéland. Ce dernier est traversé vers le nord-ouest par la rivière Waswanipi qui est un affluent du lac Matagami.
L’embouchure de la rivière Brock située à :
- 10,8 km au nord-ouest du Lac Opémisca ;
- 73,1 km au nord-est de l’embouchure de la rivière Chibougamau (confluence avec la rivière Opawica) ;
- 133,1 km au nord-est de l’embouchure du lac au Goéland ;
- 31 km au nord-ouest du centre du village de Chapais ;
- 52 km à l'ouest du centre-ville de Chibougamau.

## Toponymie
Cette hydronyme évoque la mémoire de Reginald W. Brock qui, vers la fin de la campagne d’exploration géologique de 1896, étant assistant du docteur Robert Bell, de la Commission géologique du Canada, fit une reconnaissance géologique rapide de la route entre les lacs Waswanipi et Mistassini en passant par les rivières Waswanipi, Chibougamau et Barlow et le lac Waskonichi. Reginald W. Brock, directeur de la Commission géologique du Canada, a fourni les cartes de travail et les instruments d'arpentage pour l'expédition de la Commission géologique de Chibougamau (Québec) de 1910.
Le toponyme rivière Brock a été officialisé le 5 décembre 1968 à la Commission de toponymie du Québec, soit à la création de cette commission